# Andrias davidianus
La salamandra gigante china (Andrias davidianus) es una especie de anfibio urodelo de la familia Cryptobranchidae, en la que también se incluyen la salamandra gigante del Japón (Andrias japonicus) y la salamandra gigante americana (Cryptobranchus alleganiensis). Incluida su cola esta especie llega a medir hasta 1,8 m de largo, con lo cual llega a ser el anfibio más grande del mundo.
Posee una cabeza proporcionalmente grande, ojos pequeños y una piel de tonalidades oscuras y arrugada. Viven en las corrientes frías de aguas montañosas, donde se alimenta de insectos, peces y otros anfibios. 
Es una especie poco habitual, y se encuentra amenazada por la contaminación, porque se caza como alimento y también porque es utilizada en medicina tradicional.

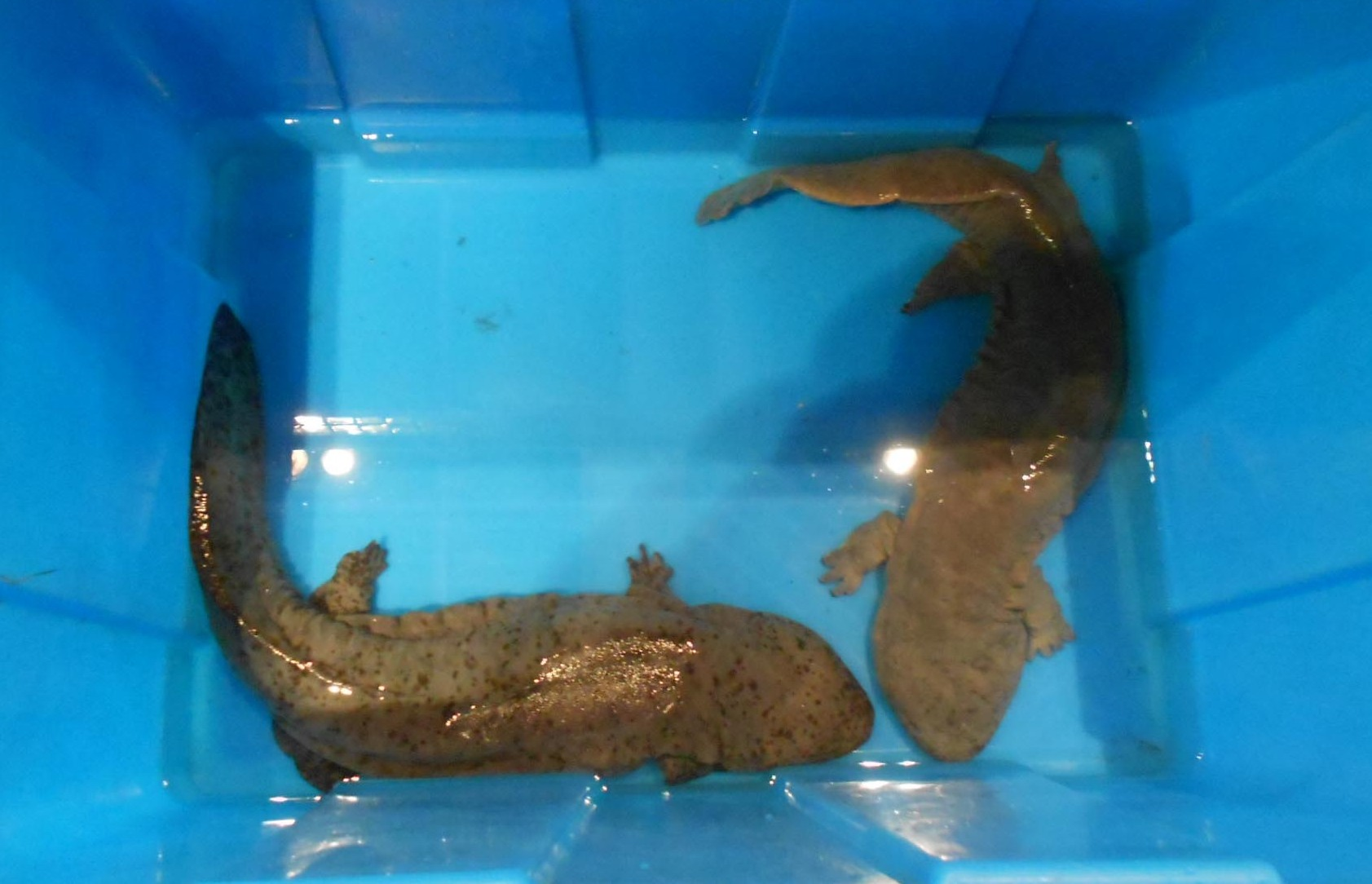
Las salamandras gigantes chinas se compran en restaurantes de Hongqiao Town (虹桥镇) en Zhejiang, China por 880 CNY/jin, que es 215 EUR/kg o US $280/kg. Estos precios los convierten en un objetivo atractivo para la caza furtiva.